# Narcisa de Jesus
Narcisa de Jesus (o Nobol) è una parrocchia urbana dell'Ecuador, capoluogo di cantone di Nobol, nella provincia del Guayas.

## Storia
Sorta con il nome di Nobol, mutò il nome in onore di Narcisa di Gesù Martillo y Morán, nativa del luogo, proclamata santa da papa Francesco nel 2008.